# 瑞贝卡·布莱克
瑞贝卡·芮妮·布莱克（英語：Rebecca Renee Black，1997年6月21日—），是美国少年流行曲歌手，以其在2011年在ARK音乐工厂旗下发布的单曲“Friday”一炮走红。该曲在评论界受到恶评，被许多音乐评论家和听众称为是“史上最差的歌曲”。该歌曲的音乐录影带在上传至YouTube后，以极快的速度在网络上传播，而这一网络迷因的主角布莱克也因此备受关注。根据Google时代精神年度盘点，布莱克成为2011年度搜索最多的关键词。

## 生平
瑞贝卡·布莱克出生在加州安那翰山的社区中。其父为约翰·布莱克（John Black），其母为乔治娜·马奎斯·凯利（Georgina Marquez Kelly），两人都是兽医。在学校中，布莱克学习舞蹈，参加学校演出的面试，参加音乐夏令营，并在2008年加入爱国教育机构欢聚美国（Celebration USA）后开始公开演唱。
2010年末，布莱克的一位同学，同时也是洛杉矶ARK音乐工厂的客户，向她提起了这个公司。布莱克的母亲支付4000美元，由ARK音乐工厂为她的女儿打造一部音乐录影带，并且布莱克家拥有该录音带的母带。于是，布莱克的单曲“Friday”问世并登陆Youtube和iTunes。在YouTube上的影片上传于2011年2月10日，在首月只有大约1000人次收看。到了2011年3月11日（星期五），该影片迅速走红，在几日内获得了百萬點閱量，并且登上社交网络站点Twitter的热门话题榜首，并在媒体上恶评如潮。截至2011年5月14日，该影片在YouTube上的评分为456,334票喜欢，3,213,240票不喜欢。而且由於劣評如潮，該影片上傳者已停用該影片的評論功能。而截至2011年3月22日，其数字单曲首周销量为40,000份，而在iTunes上则有超过百万的下载量，为其赚得超过850,000英镑的收入。在公告牌百强单曲榜上，该曲最高位列第58位，在新西兰单曲榜上则最高达到第33位。在英国，该曲发布伊始排名第61位。
3月25日，布莱克已经雇佣了一名公共推广师和一名经纪人。而她的经纪人证实，已经有部分作曲家和厂牌有意为布莱克创作新歌，并制作专辑。在接受英国《太阳报》的采访中，布莱克表示自己将录制一首名为《LOL》的新歌，并且还在筹划新专辑 。她表示自己目前并没有签约，而她的专辑也会有和“Friday”主题相同的歌曲。另外，布莱克客串演出凱蒂·佩芮單曲《Last Friday Night (T.G.I.F.)》的音樂錄像帶。
2011年7月18日，布莱克通过iTunes Store发行了她的第二支单曲《My Moment》，作为对之前恶评《Friday》者的回应，该曲的音乐录音带也被上传到Youtube上。据称，她将在8月发行一张有5首歌曲的迷你专辑。
2021年1月29日，布莱克發行了歌曲《Girlfriend》。不久之後，2021年2月10日，她發行了由Dylan Brady製作的100 gecs的《Friday》超流行混音版，其中包括《3OH!3》、《Big Freedia》和《Dorian Electra》，以紀念該歌曲發行十週年。在發行單曲《Personal》和《Worth It for the Feeling》後，布莱克宣布了她的第二張EP《Rebecca Black Was Here》，該專輯於2021年6月16日發行。

## 音乐作品

### 单曲
| 歌名                 | 年份 | 最高排行榜名次 | 最高排行榜名次 | 最高排行榜名次 | 最高排行榜名次 | 最高排行榜名次 | 最高排行榜名次 |
| 歌名                 | 年份 | 美             | 澳 数字榜      | 加             | 爱             | [ 17 ]         | 英             |
| -------------------- | ---- | -------------- | -------------- | -------------- | -------------- | -------------- | -------------- |
| Friday               | 2011 | 58             | 40             | 61             | 46             | 33             | 60             |
| "My Moment"          | 2011 | —              | —              | —              | —              | —              | —              |
| "Person of Interest" | 2011 | —              | —              | —              | —              | —              | —              |
| "Sing It"            | 2012 | —              | —              | —              | —              | —              | —              |
| "In Your Words"      | 2012 | —              | —              | —              | —              | —              | —              |
| "Saturday"           | 2013 | —              | —              | —              | —              | —              | —              |